# Histoire de l'université Tsinghua
 (juillet 2025).

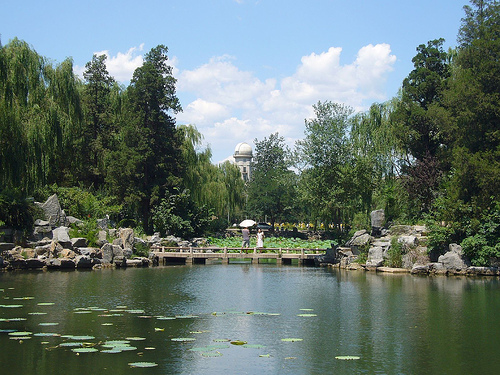
Vue du jardin Xichun, qui date de la dynastie Qing et est intégré au campus de l’Université Tsinghua.

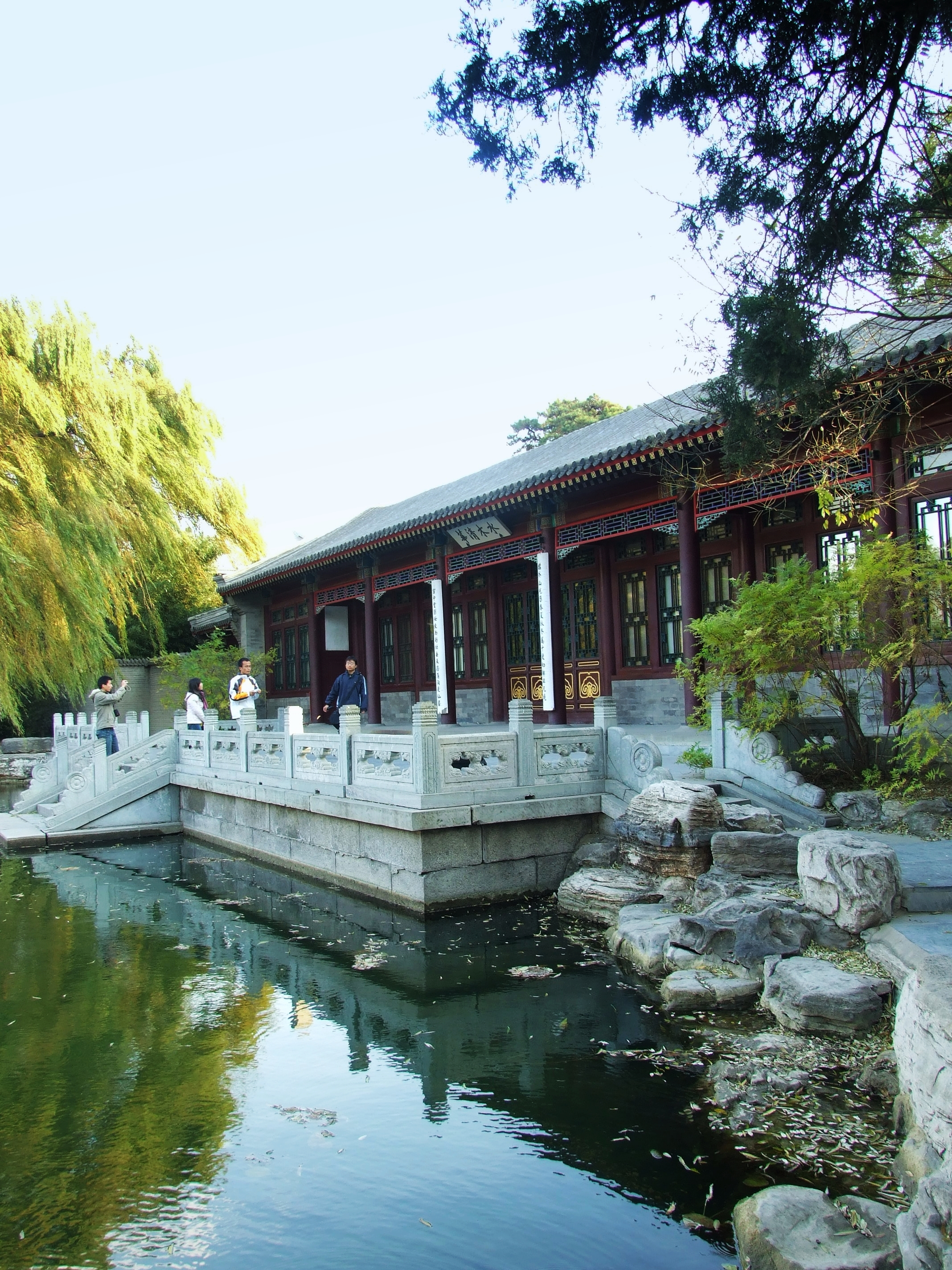
Le traditionnel He Tang Yue Se (étang au clair de lune) fait partie de la résidence et du jardin du prince Yinzhi, qui ont été conservés après la création de l'Université Tsinghua. Ils sont actuellement intégrés aux jardins de l'université.

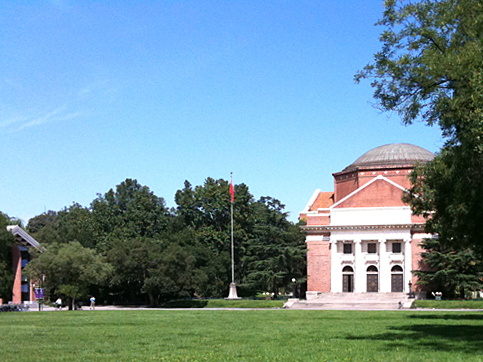
Construit en 1917, le Grand Auditorium avec son architecture Jeffersonienne est une pièce maîtresse de l'ancien campus.

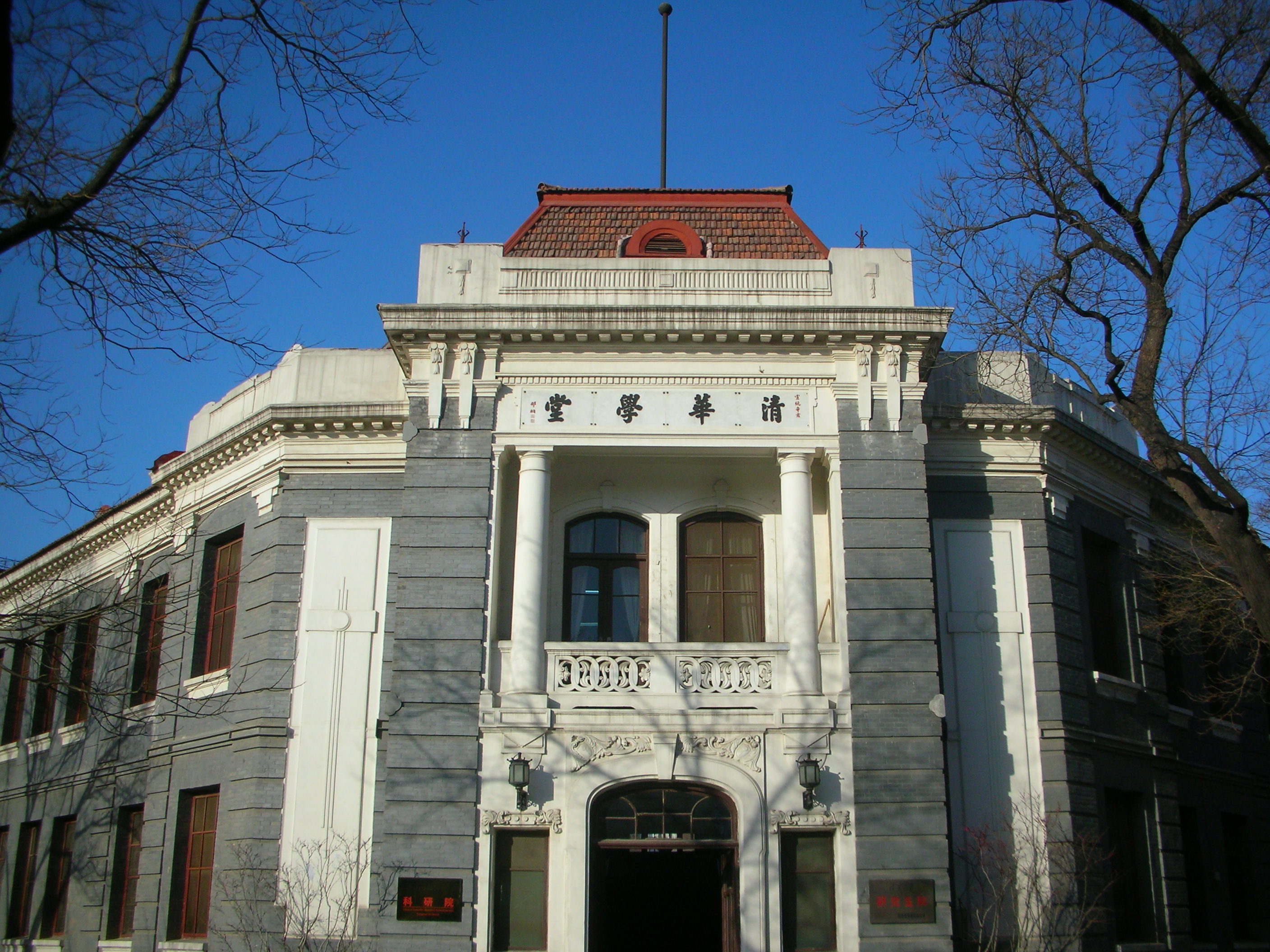
Qinghua Xuetang, le bâtiment de l'ancien collège Tsinghua.

L'histoire de l'université Tsinghua s’étend sur plus d’un siècle depuis sa fondation en 1911. L’école est située sur le site du jardin Tsinghua de Pékin, qui fut la résidence de Yinzhi, le troisième fils de l’empereur Kangxi de la dynastie Qing. En 1909, l'administration de Theodore Roosevelt réduit le montant de l'indemnité versée aux États-Unis au titre du protocole de paix Boxer. La cour impériale Qing utilise l'argent ainsi économisé pour créer le programme de bourses d’indemnisation des Boxers (en) et fonder le China Institute (en) ainsi qu’une école préparatoire. Cette école préparatoire est ensuite rebaptisée école Tsinghua. Après avoir déménagé à Changsha, puis Kunming, durant la seconde guerre sino-japonaise, l'Université de Tsinghua retourne à Pékin en 1946.
Après une série de réformes de la politique de l'éducation débutant en 1952, Tsinghua devient le plus grand institut consacré aux sciences et à la technologie au sein des principales universités chinoises (en). Après la fin des troubles de la révolution culturelle en 1976, le rang de l’école est rehaussé grâce au lancement des projets 211 (en) et 985, qui visent à améliorer le niveau de recherche de l’enseignement supérieur en Chine.

## De la fondation à la révolution culturelle

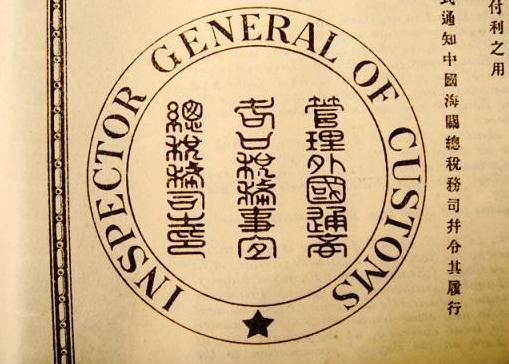
Bon donnant droit a une indemnité après la Révolte des Boxers.

L’histoire de Tsinghua remonte au protocole de paix Boxer, signé en 1901. La dynastie Qing s'engage alors à verser aux membres de l'alliance des huit nations la somme de 333 millions de dollars US en taels d’argent fin, avec un taux d’intérêt annuel de 4%. Cette somme est versée comme compensation pour les pertes humaines et matérielles subies par les membres de l'alliance lors de la révolte des Boxers. La part des États-Unis dans cette somme s’élève à 24 440 778,81 USD. Le ministère des Affaires étrangères chinois a du mal à régler cette dette et charge l'ambassadeur de Chine, Liang Cheng, de négocier avec les États-Unis. Le 5 décembre, Liang a sa première réunion avec le Secrétaire d'État des États-Unis, John Hay, au cours de laquelle Hay propose de considérer que les réparations déjà versées dépassent la demande initiale des États-Unis, ce qui règle la question de la réduction du paiement. Avec l'approbation du Congrès des États-Unis, le président Theodore Roosevelt autorise la réduction du montant des réparations à 13 655 492,69 USD, la différence entre ce montant et les sommes déjà versées devant être renvoyée en Chine, à partir de janvier 1909. L'accord signé prévoit que cet argent doit servir à financer des programmes d’enseignement et créer des programmes de bourses d’études permettant aux étudiants chinois d’étudier aux États-Unis,[réf. non conforme]. Pour honorer Theodore Roosevelt pour sa contribution à la fondation de l'Université Tsinghua, un gymnase situé sur le campus de Tsinghua est baptisé Roosevelt Memorial Gynasium.

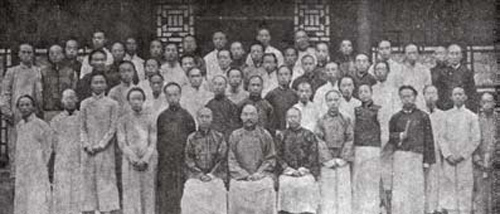
Le premier groupe d'étudiants chinois à étudier aux États-Unis en 1909.

Le 11 juillet 1908, William Woodville Rockhill, l'ambassadeur des États-Unis en Chine, remet à la cour impériale Qing le document relatif à la réduction des réparations. Le prince Yikuang répond au gouvernement des États-Unis comme suit:

« We appreciate your President's sincerity in encouraging our students to enrol in American schools and seek higher education. In the light of the success that American-style education has brought to our country, the Government of the Great Qing Empire is faithfully committed to annually sending students to be educated in your schools. »

La même année, Tang Shaoyi est envoyé aux États-Unis pour remettre au gouvernement la lettre officielle de la cour impériale Qing faisant le point sur l'envoi des étudiants aux États-Unis. Voici le contenu de cette lettre :

« We use the year of reduction in reparation as a point of reference. In the previous four years, the Qing Dynasty has sent 100 students (to the United States) annually. At the end of four years, there will be 400 students from our country in the United States. From the fifth year to the year when we finish paying reparations, we will send at least 50 students every year (to the United States). »

Le gouvernement des États-Unis commence à verser l'argent prévu en 1909. En mai de la même année, Tenney Charles Daniel est chargé de représenter le gouvernement des États-Unis au sein de ce programme d’études. La sélection des étudiants est finalisée après une série de discussions en juin et la proposition est approuvée par le gouvernement impérial le 10 juillet. Le bureau du programme d’études a été officiellement mis en place le 17 juillet . Le 25 août, Zhou Ziqi  et Tang Guo'an sont nommés au conseil d'administration pour gérer les opérations du bureau nouvellement créé. Le site du jardin Tsinghua, situé à Pékin passe sous la responsabilité du bureau du programme d’études, qui doit y créer l’école préparatoire prévue dans les accords.

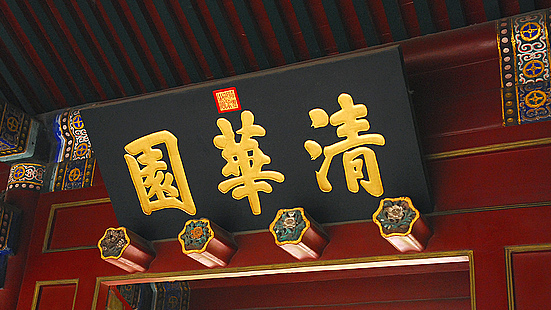
L'inscription sur la plaque du jardin Tsinghua écrite par l'empereur Xianfeng.

Cette école préparatoire, qui n'est encore que le Collège Tsinghua (chinois traditionnel : 清華學堂 ; pinyin : Qīnghuá Xuétáng), ouvre ses portes le 29 avril 1911. Les professeurs de sciences du nouveau collège sont recrutés par le YMCA aux États-Unis, et ses diplômés transférés directement au sein des écoles américaines comme élèves en fin de scolarité. La devise de Tsinghua, Self-Discipline and Social Commitment, est tirée d'un discours prononcé en 1914 par Liang Qichao, un éminent universitaire et membre du corps professoral, dans lequel il cite le Yi King pour décrire une notion de l'homme idéal.
En 1925, l'école crée son propre programme de premier cycle de quatre ans et a lancé un institut de recherche sur les études chinoises,,,,.En 1928, le collège Tsinghua est officiellement reconnu comme étant une université nationale (en) par le gouvernement nationaliste de la République de Chine et devient la National Tsing Hua University (NTHU).
Après le début de la Seconde guerre sino-japonaise, de nombreuses universités chinoises doivent évacuer leurs campus pour éviter l'invasion japonaise. En 1937, l'université Tsinghua est transférée à Changsha avec l'université de Pékin et l'université de Nankai pour former l'Université nationale provisoire de Changsha. Les écoles combinées sont transférées à Kunming en 1938 et renommées université nationale associée du sud-ouest. Après la reddition des forces d'occupation japonaises à la fin de la Seconde Guerre mondiale, l'université Tsinghua retourne à Pékin, dans le site du jardin Tsinghua,,,,.
Après la fin de la guerre civile chinoise en 1949, la Chine connait une révolution communiste menant à la création de la République populaire de Chine. Le président de l'université Tsinghua, Mei Yiqi, ainsi que de nombreux professeurs, s'enfuient à Taïwan avec le gouvernement nationaliste en retraite. Là, ils créent en 1955 le National Tsing Hua Institute of Nuclear Technology en 1955, qui est devenu plus tard la National Tsing Hua University. Cette université Tsinghua de Taïwan existe toujours et est une institution totalement indépendante et distincte de son homonyme de Pékin,,.
En 1952, le Parti communiste chinois regroupe les établissements d'enseignement supérieur du pays, dans le but de mettre en place un système à la soviétique où chaque établissement se spécialise dans un domaine d'études particulier, comme les sciences sociales ou les sciences naturelles. Dans le cadre de cette réforme, l'Université Tsinghua devient un institut polytechnique axé sur les sciences naturelles et le génie.

## Pendant la révolution culturelle

### Première partie de la révolution culturelle
Le lycée universitaire Tsinghua est le berceau du mouvement de la Garde rouge de la Révolution culturelle. À partir du début des années 1960, les cadres du lycée promeuvent l’idéologie de la lutte des classes fondée sur l’orgueil familial. Au début du mois de mai 1966, sous l'influence de la Circulaire 5-16, des étudiants ont affiché un dazibao (une affiche murale) ornée d'un slogan déclarant « participer à cette lutte de classe de la manière la plus positive et la plus consciente de soi ». Cette affiche suscite de la résistance de la part des autorités scolaires. Dans la nuit du 29 mai, après avoir délibéré en groupe dans les ruines de l’Ancien Palais d'Été, une poignée d’étudiants de la classe supérieure décident de nommer leur mouvement « les gardes rouges», ce qui signifie en réalité «les gardes rouges de Mao Zedong ». Le 2 juin, ils placardent un dazibao clamant « Engageons nos vies à défendre la pensée de Mao Zedong, engageons nos vies à défendre la dictature du prolétariat ». Cette nouvelle affiche est une réponse à celle que Nie Yuanzi a placardé sur les murs de l'Université de Pékin, et attire des étudiants de écoles secondaires environnantes, qui inscrivent leurs noms sur ce nouveau dazibao en signe de soutien aux nouveaux gardes rouges.
Entre le 24 juin et le 27 juillet, ce sont trois dazibao supplémentaires qui sont affichés sur les murs du lycée universitaire de Tsinghua. Ce triptyque est intitulé Vive l'esprit de rébellion révolutionnaire de la classe du prolétariat! Les deux premières parties sont envoyées à Mao Zedong, qui apporte son soutien aux gardes rouges le 1er août. Le contenu de ces affiches est repris en intégralité repris par Le Quotidien du Peuple et le magazine Drapeau Rouge. Mao Zedong rencontre personnellement les gardes rouges à huit reprises, promouvant ainsi ce mouvement au sein du milieu des étudiants et du grand public. Les gardes rouges commencent rapidement à organiser des campagnes telles que la destruction des Quatre Vieilleries et la promotion du « droit de se lier ». Dans l'après-midi du 24 août 1966, la porte secondaire historique de l'université est fermée par les gardes rouges afin de symboliser leur opposition au féodalisme et au capitalisme et leur soutien au révisionnisme marxiste-léniniste. Sur le même site, une sculpture géante de Mao Zedong est dressée le 4 mai 1967; ce qui est qualifié dans le Quotidien du Peuple d'« événement spectaculaire » et suscite une vague de constructions de sculptures similaires à travers le pays,.
Le 8 juin 1966, un groupe de travail dirigé par Ye Lin et auquel participent Liu Shaoqi et Wang Guangmei entre à l'université Tsinghua, pour attaquer le principal Jiang Nanyu et d'autres cadres, qui sont qualifiés de « révisionnistes engagés sur la voie du capitalisme », « autorités universitaires contre-révolutionnaires » et « vache démons et esprits de serpents ». Ils prennent le contrôle du comité du parti de Tsinghua et critiquent les étudiants rebelles. Des étudiants radicaux comme Peng Dafu, de la faculté de chimie industrielle de l'université, résistent aux attaques du groupes de Ye Lin. Le 21 juin, dans ce que l’on a appelé depuis « l’incident du 21 juin », Peng critique le groupe de travail, affirmant qu’il ne représente pas la révolution et demande à prendre le pouvoir. Le groupe de travail critique également Peng, révoque les pouvoirs de son parti et le place en détention pendant dix-juit jours. Au moins cinquante personnes sont condamnées pour sympathie envers Peng, cinq cents personnes sont impliquées et plusieurs tentatives de suicide ont lieu, faisant deux morts,. En juillet, Mao Zedong rentre à Pékin, condamne le groupe de travail, soutient les radicaux et laisse entendre qu'il a des différends avec Liu Shaoqi. Fin août, plusieurs Dazibaos condamnant Liu sont placardés dans le jardin Tsinghua. En octobre, un autre dazibao annonçant « la défaite de Liu Shaoqi » est affiché dans le même jardin.
Le 19 décembre 1966, sous le commandement du « quartier général du prolétariat », le Corps Jinggangshan de l'université de Tsinghua, soit la plus grande organisation de gardes rouges de Tsinghua, est créé. Son but principal est de vaincre Liu Shaoqi. Peng Dafu en devient le chef et reçoit le surnom de « commandant Peng ».
Le 25 décembre, sous le commandement du Groupe de la révolution culturelle, les 5 000 membres du corps Jinggangshan organisent une manifestation contre Liu Shaoqi et Deng Xiaoping, diffusant ainsi la révolution culturelle dans tout Pékin. Le 6 janvier 1967, Peng Dafu et ses proches mettent en œuvre le plan dit de « saisie stratégique de Wang Guangmei », utilisant la prétendue blessure de Liu Pingping, la fille de Liu Shaoqi, comme appât pour attirer sa femme Wang Guangmei et l'emprisonner. Le 10 avril, avec l'accord du siège du prolétariat, le « corps Jinggangshan » rassemble des dizaines de milliers de personnes pour dénoncer publiquement Wang Guangmei. Plus de trois cents organisations radicales participent à l'événement,,.
Le 14 avril 1967, à la suite de différends internes sur des questions majeures de la révolution culturelle, les gardes rouges de Jinggangshan se divisent en deux factions rivales, le quartier général du corps, qui rassemble les gardes rouges radicaux et la « faction 414 » qui rassemble les conservateurs. Les deux partis ont des différends relativement importants concernant les représentants qui doivent constituer le comité révolutionnaire (en).
Le quartier général et la « faction 414 » déclarent tous deux être les seuls véritables représentants du prolétariat. Les deux factions ont des différends sur trois questions fondamentales: comment comprendre la « révolution culturelle » ? Comment voir les dix premières années de la révolution culturelle? Comment les cadres devraient-ils être traités,?
Durant l'hiver 1967, afin de prévenir le chaos, le gouvernement chinois exige que tous les élèves retournent à l'école pour participer à la « révolution dans la salle de classe ». En mars 1968, à la suite de « l'incident de Yang, Yu, Bo », le groupe de la révolution culturelle lance une campagne contre les « inclinations de droite ». Dans ce contexte, les tensions entre les deux factions de Tsinghua augment à nouveau, entraînant des affrontements incessants à petite échelle.
Entre le 23 avril et le 27 juillet 1968, la lutte entre ces deux factions prend une plus grande ampleur opposées lors des « affrontements de cent jours », les affrontements les plus graves qui ont lieu à Pékin pendant la révolution culturelle. Les gardes rouges utilisaient des matraques, des pierres, des mines antipersonnel, des grenades, des armes improvisées, des canons improvisés, des flèches toxiques, des armes semi-automatiques, des cocktails Molotov et des véhicules blindés improvisés. Ils occupent et pillent le grand auditorium et d’autres bâtiments importants de la faculté. Les affrontements font dix-huit morts et plus de 1 100 blessés, dont trente personnes handicapées à vie. Les pertes économiques directes sont évaluées à au moins dix millions. À la fin des escarmouches, la « faction du 414 » est contrainte de se rendre à la faction du quartier général,,.
Le 27 juillet, le Comité central chinois, qui cherche à mettre fin aux affrontements dans les établissements d’enseignement supérieur, place le ministère de l’Éducation sous le contrôle de l’armée. Le même jour, une équipe de propagande pro-Mao Zedong forte de 30 000 hommes et commandée par Zhang Rongwen, le commandant adjoint du régiment 61889 de l'Armée rouge, entre dans Tsinghua. Les gardes rouges de la « faction du siège » refusent de se rendre et résistent ouvertement à l'équipe de propagande, en utilisant des lances, des grenades et des fusils pour attaquer ses membres. Cinq membres de l'équipe de propagande sont tués et 731 blessés, au cours d'un incident qui surprend la ville de Pékin. « L'incident du 27 juillet » a directement conduit Mao Zedong à finalement ordonner la fin des affrontements publics. Le lendemain, à 3 h du matin, heure de Pékin, Mao Zedong et Lin Biao organisent une réunion d'urgence avec les « cinq dirigeants importants » des gardes rouges, dont Peng Dafu, pour exiger la fin des affrontements armés et que les gardes rouges laissent entrer l'équipe de propagande dans l'université Tsinghua,,.

### Seconde partie et fin de la Révolution culturelle
En août 1968, l’équipe de propagande commence à «rééduquer» les élèves de l’école, les étudiants étant envoyés en masse dans des fermes et des usines situés à la campagne.
À partir de la fin de l'année 1968, l’équipe de propagande lance la campagne « Tous les hommes doivent être alignés, tous les niveaux doivent faire preuve de réalisme », ce qui entraîne de nombreux suicides ou tentatives de suicide, faisant environ seize « morts irrégulières »,.
En 1969, l’école construisit une ferme modèle dans le Xian de Nanchang et envoya 2 821 membres du personnel enseignant y travailler. Au cours de cette année, 747 personnes contractent des cas confirmés de schistosomiase et 1 111 personnes sont suspectées d'avoir contracté la maladie. L'année suivante, le nombre de patients atteints de schistosomiase confirmée dépasse les mille personnes; le département médical de l'université de Tsinghua devant même continuer à traiter et à examiner les patients atteints de schistosomiase jusqu'en 1997,. Une personne fait remarquer qu'« à la ferme modèle, le travail était considéré comme une punition pour les universitaires; seuls ceux qui obéissaient complètement à l'équipe de propagande étaient considérés comme ayant été complètement rééduqués. C'était un pur esclavage. »
À partir de 1970, Tsinghua s'engage dans une « révolution éducative » basée sur la pensée de Mao Zedong et qui dure jusqu'à la fin de la révolution culturelle. La « révolution éducative » comprend les points suivants :
- premièrement, la classe ouvrière doit diriger toutes les activités ; l'équipe de propagande, le comité du parti et le comité révolutionnaire doivent détenir le pouvoir ;
- deuxièmement, les professeurs actuels doivent être rééduqués tout en remplissant leurs fonctions ;
- troisièmement, l’école doit s’engager dans des activités industrielles et le corps professoral et les étudiants s’engager pleinement dans la production industrielle (qui, en réalité, perturbe l’enseignement et la recherche) ;
- quatrièmement, les étudiants-ouvriers-paysans-soldats doivent être enrôlés ;
- cinquièmement, l'ancien programme et le matériel pédagogique doivent être remplacés par du nouveau matériel pédagogique prolétaire basé sur du matériel pédagogique venant de l'Union soviétique ;
- l'institution doit suivre la voie du peuple et défendre la nouvelle méthode éducative de la Révolution culturelle, ce qui signifie en pratique une dénonciation publique[34].

Entre 1970 et 1975, l’Université Tsinghua modifie profondément son organisation. En 1970, l'école prévoyait de mettre en place trois usines, une usine de chimie expérimentale, une usine automobile et une usine d'instruments et de machines-outils de précision. L'école compte désormais sept filières: électrotechnique, automation industrielle, génie chimique, ingénierie des infrastructures, ingénierie des ouvrages hydrauliques, génie physique et mathématiques de l'ingénierie mécanique. On trouve également au sein de l'université une compagnie militaire spécialisée dans l'entretien et la réparation du matériel et des cours universitaires de base. L'école a deux « campus annexes » : le campus de Mianyang et le campus de Jiangxi (Il s'agit de la ferme modèle de Nanchang). En 1972, un campus rural est créé à Daxing et une installation destinée aux travaux hydrauliques à Sanmenxia. L’école ouvre des cours de formation continue pour les travailleurs de l’industrie, des cours de perfectionnement professionnel, des cours de formation de courte durée, des cours à temps partiel et des sites locaux pour offrir un enseignement aux étudiants-ouvriers-paysans-soldats en dehors des grands campus.
Le 27 juin 1970, après une interruption de quatre ans des conditions normales d'admission, des étudiants-ouvriers-paysans-soldats commencent à être admis au sein de l'université. Mao Zedong demande à l'école de raccourcir la durée de ses études à trois ans. Le recrutement des élèves se fait sur recommandation du grand public, approbation des cadres et examen par l'école. Après avoir obtenu leur diplôme, les étudiants doivent être ramenés dans leurs unités de travail d'origine. Après le 15 octobre, des programmes similaires sont mis en place dans d’autres établissements d’enseignement supérieur. La dernière promotion d'étudiants ouvriers-paysans-soldats est diplômée en 1981.
En 1975, le poids de Deng Xiaoping au sein du gouvernement du pays augmente. En août et octobre, les vice-secrétaires généraux du comité du parti de Tsinghua, Liu Bing, Liu Yi'an et Hui Xianjun, ainsi que le directeur du département politique, Lu Fangzheng, écrivent à Mao Zedong pour exprimer leur profond dégoût envers les dirigeants de facto. de Tsinghua, à savoir Chi Qun et Xie Jingyi de l’équipe de propagande. Mao voit cela comme une forme de rébellion contre la Révolution culturelle et se met à critiquer Liu Bing, les autres cadres qui ont écrit la lettre et Deng Xiaoping. À la mi-novembre, le débat sur la « révolution éducative » gagne en importance,. En décembre, il évolue pour devenir le mouvement « Contre-attaquer face à la tendance à l'inversion des verdicts par les déviationnistes de droite (en) », qui s'étend à l'échelle nationale. Dans ce dernier mouvement de masse de la Révolution culturelle, qui est piloté par Chi Qun, l'université Tsinghua cesse pratiquement toutes ses activités éducatives normales afin de « condamner Deng » et d'inviter des cadres et des citoyens du monde entier à « étudier à » et à « visiter » Tsinghua. En l'espace de dix mois, des centaines de milliers de dazibao sont placardés et Liu Bing fait l'objet de 214 critiques et dénonciations,,,.
Le 31 mars 1976, après la mort de Zhou Enlai, Chi Qun dit que « Tsinghua ne doit pas envoyer une seule couronne de fleurs à Tian'anmen ». Malgré cet ordre a peine déguisé, le 3 avril, des étudiants envoient des fleurs blanches au Monument aux Héros du Peuple et prennent part à l'incident de Tian'anmen, connu en chinois sous le nom de mouvement du 5 avril. Dans la nuit du 6, Chi Qun qualifie ce mouvement d'« assaut contre-révolutionnaire organisé, déterminé, planifié et séquentiel ». Défini en tant que tel, le mouvement est mis au pas avec l'arrestation de « contre-révolutionnaires » et la censure de « rumeurs politiques contre-révolutionnaires ». Au 10 juin, plus de 100 personnes ont fait l'objet d'une enquête, 38 ont été isolées au niveau de l'école et une personne est arrêtée.
En octobre 1976, la bande des quatre est renversée et la révolution culturelle prend fin. Le 16 octobre, le comité du Parti communiste de Pékin commence ses efforts pour reconstruire l'université. Le système des comités révolutionnaires est aboli l'année suivante.

## Des «quatre modernisations» jusqu'à nos jours
À la fin de la révolution culturelle, l'université Tsinghua ne dispose donc plus de département consacré aux études littéraires et certaines branches consacrées à l'enseignement des sciences fondamentales ont été drastiquement réduites. L'université est devenue un établissement tourné principalement vers l'ingénierie, qui est devenue la branche d'étude où l'on retrouve le plus grand nombre d'étudiants et qui absorbe la plus grande partie du budget de l'université.
À partir de la fin des années 1980, dans le contexte de réforme des « Quatre Modernisations » mis en place par Deng Xiaoping, l’État s'engage dans une nouvelle refonte de l'université Tsinghua, visant à obtenir une plus grande diversification des enseignements. Ainsi, si le département d'ingénierie conserve son expertise et son excellence ; d'autres domaines, plus en phase avec la position que la Chine veut occuper sur l'échiquier mondial retrouvent leur place ou sont implantées dans l'université. Parmi ces domaines on trouve la biologie, les mathématiques, la physique, le commerce, le droit ou le journalisme. L'université est donc réformée afin de mettre en place un système multidisciplinaire mettant l'accent sur la collaboration entre des écoles distinctes au sein d'un environnement universitaire plus large. Dans le cadre de ce système, plusieurs département fermé sous Mao sont rouverts et d'autres sont créés, notamment la Tsinghua Law School, la School of Economics and Management, la School of Sciences, la School of Life Sciences, la School of Humanities and Social Sciences, la School of Public Policy and Management, l'Academy of Arts and Design.
L'université s'ouvre également à l'international et en 1996, la School of Economics and Management établit un partenariat avec la Sloan School of Management du Massachusetts Institute of Technology. Un an plus tard, Tsinghua et le MIT lancent un programme de MBA connu sous le nom de Tsinghua-MIT Global MBA. En 1997, Tsinghua devient la première université chinoise à offrir un programme Master of Laws (LLM) en droit américain, grâce à une collaboration avec la Temple University Beasley School of Law.
Ces réformes portent leurs fruits, car en avril 2005, l'université compte 41 instituts de recherche, 35 centres de recherche, divisés en 171 laboratoires parmi lesquels douze laboratoires nationaux ou quinze laboratoires du ministère de l’Éducation. Grâce aux réformes entreprises depuis les années 1980, l'université Tsinghua est redevenue une des universités chinoises les plus prestigieuses. Elle fait partie de la C9 League et a été sélectionnée pour participer au Double First Class University Plan (en), une initiative du gouvernement chinois dont le but est de permettre à la Chine d'avoir 42 universités de niveau mondial a l'horizon 2050. La plupart des classements nationaux et internationaux des universités placent régulièrement Tsinghua parmi les meilleures universités de Chine, d'Asie et du monde entier,,.
Parmi les anciens élèves de Tsinghua figurent l'actuel secrétaire général du Parti communiste chinois (et donc leader de facto de la Chine), Xi Jinping, qui est diplômé en génie chimique, ainsi que l'ancien secrétaire général du PCC Hu Jintao, qui est titulaire d'un diplôme en génie hydraulique. En plus de ses puissants anciens élèves, l'université Tsinghua accueille régulièrement des conférenciers de renommée mondiale, parmi lesquels on trouve Bill Clinton, Tony Blair, Henry Kissinger, Carlos Ghosn, Park Geun-hye et Henry Paulson.
Cette recherche de l'excellence s'accompagne d'une croissance continue de l'université. Ainsi, en janvier 2015, l'université Tsinghua est composée de quatorze facultés, elles-mêmes divisées en 56 départements, chiffre qui passe en 2018, à vingt facultés divisées en 58 départements universitaires, 41 instituts de recherche, trente-cinq centres de recherche et 167 laboratoires, dont quinze sont considérés comme étant des laboratoires nationaux clés. Cette croissance continue s’appuie sur des moyens financiers conséquents. Ainsi, en 2016, les dépenses de l'université Tsinghua se sont élevées à 13,7 milliards de RMB (3,57 milliards de dollars à parité de pouvoir d'achat), soit le budget le plus important de toutes les universités chinoises.